# كلود إي. روبنسون
كلود إي. روبنسون (بالإنجليزية: Claude E. Robinson)‏ هو إحصائي أمريكي، ولد في 1900، وتوفي في 1961.